# サッカーカザマンス代表
サッカーカザマンス代表（サッカーカザマンスだいひょう）は、カザマンスサッカー協会により編成されるセネガル南部・カザマンス地方のサッカーのナショナル選抜チームである。カザマンス代表は、FIFA及び、CAFに加盟していないため、ワールドカップ、アフリカネイションズカップに参加できず、他のチームとの対戦も、国際Aマッチとは認められない。
NF-Boardの暫定会員に加盟しているが、地域内の政情不安もあり2014年1月現在、ナショナルチームとの対外試合を1戦も行っていない。